# Жамбылский русский драматический театр
Жамбылский русский драматический театр (каз. Жамбыл облыстық орыс драма театры) — театр в городе Тараз Жамбылской области Республики Казахстан, в репертуаре которого традиционно преобладают спектакли, поставленные по произведениям русских писателей. Также в репертуаре театра имеется немало постановок зарубежных и казахских авторов на русском языке.

## История
Жамбылский областной русский драматический театр был основан Постановлением Совета Министров Казахской ССР от 2 марта 1967 года № 141.
Свой первый театральный сезон открыл 30 сентября 1967 года спектаклем «Шторм» В. Н. Билль-Белоцерковского (режиссёр-постановщик — Фаина Анатольевна Литвинская, художник — В. А. Давыдов). Затем коллектив театра осуществил ряд постановок произведений русских, советских и зарубежных драматургов. Среди них — инсценировка по поэме «Василий Тёркин» Твардовского, «Комиссар полиции» А. Данилова, «Солдатская вдова» Н. Анкилова, «Барабанщица» А. Салынского, «Ревизор» Н. В. Гоголя, «Отелло» и «Виндзорские насмешницы» Уильяма Шекспира, «На дне» М. Горького и другие.
В составе труппы: народный артист России В. Турманидзе, народный артист Казахстана Е. Орел, заслуженные артисты Казахстана П. Черемисин, Е. Чернышенко, артисты — А. Девяток, В. Хурда, Р. Рыков, Р. Рыкова, В. Левитанус, A. Файзуллина, С. Ушацкая, М. Далиненко, В. Ледяев, Н. Казанцева, Е. Чикичева, Н. Антимонова, В. Забелин, B. Кормаз, Г. Просвирин, В. Меликова, В. Стародубов и другие.
В разные годы главными режиссёрами театра были Ф. Литвинская, Л. Житницкий, П. Ширшов, И. Милованов, В. Парунов, художниками-постановщиками Г. Ланцов, А. Давыдов, Т. Некрасова и др.
Среди прочих, в репертуаре театра следующие спектакли: сатирическая комедия «Кресло» Е. Алимжанова (режиссёр А. Амзеулы), драматическая поэма «Тайна, унесенная Чингисханом» М. Шаханова (режиссёр К. Калымов, 2000 год).